# Eudokia Makrembolitissa

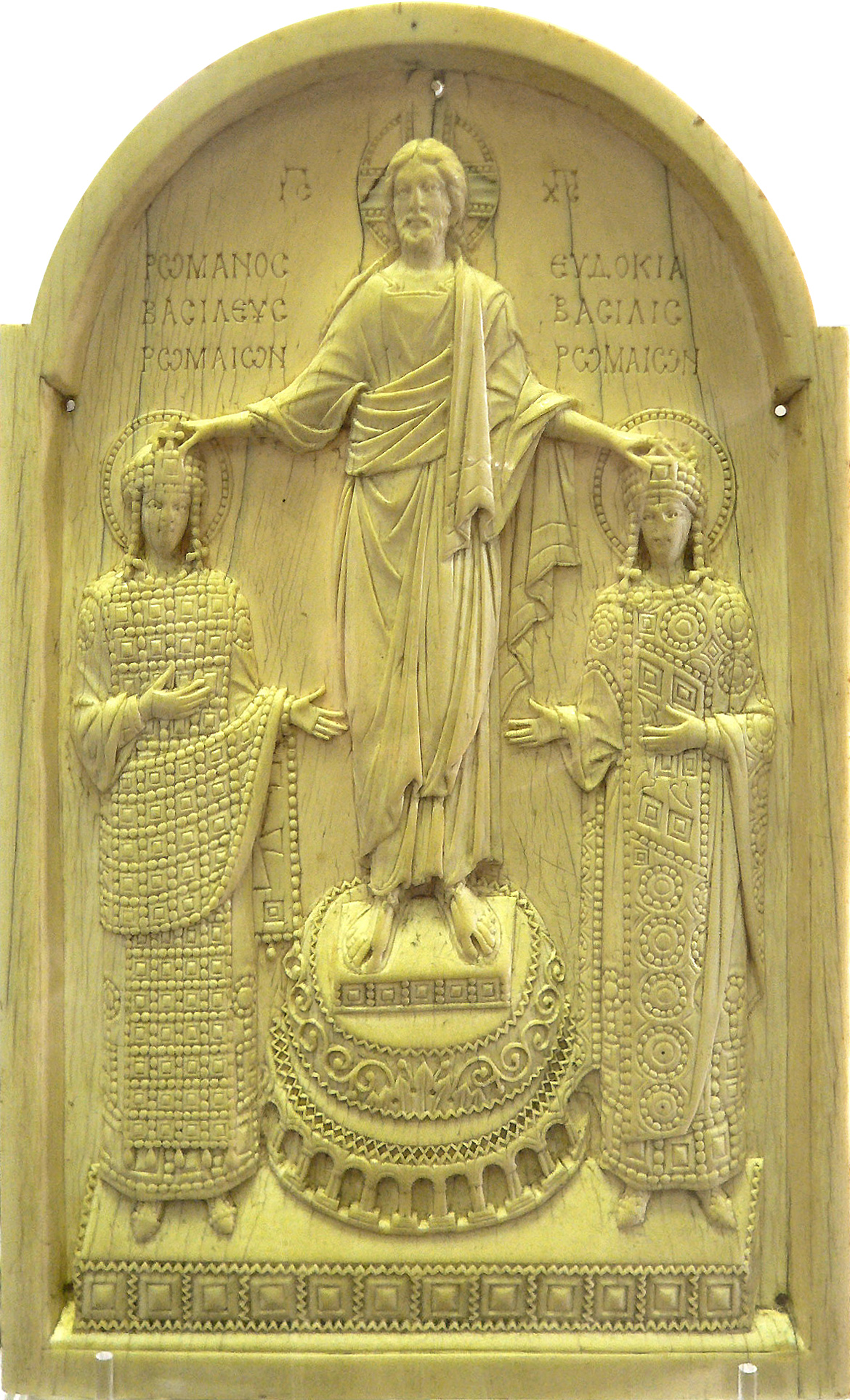
Búc tranh khắc bằng ngà voi gọi là "Ngà Romanos" mà một số học giả cho rằng có thể chính là Eudokia và Romanos IV được Chúa Kitô đội vương miện.

Eudokia Makrembolitissa (tiếng Hy Lạp: Εὐδοκία Μακρεμβολίτισσα, khoảng 1021 – 1096) là người vợ thứ hai của Hoàng đế Đông La Mã Konstantinos X Doukas. Sau khi ông qua đời vào năm 1067 thì bà nắm quyền nhiếp chính cho con mình. Bà tái hôn với Romanos IV Diogenes vào năm 1068 và ông trở thành đồng hoàng đế cùng bà trị vì đất nước. Bà còn là cháu gái của Mikhael Keroularios, Thượng phụ thành Constantinopolis, có cô em gái gả cho Ioannes Makrembolites.

## Tiểu sử
Bà kết hôn với Konstantinos từ trước năm 1050. Hai người có với nhau bảy đứa con; một đứa mất hồi nhỏ và hai đứa là Konstantios và Zoe đều sinh ra sau khi Konstantinos trở thành Hoàng đế Đông La Mã vào năm 1059. Đến khi Konstantinos qua đời vào ngày 22 tháng 5 năm 1067, bà dược suy tôn làm Augusta, đã được xác nhận là nhiếp chính cho mấy người con là Mikhael VII và Konstantios, cùng với anh trai của Konstantios, Caesar Ioannes Doukas. Mikhael VII đã đủ lớn khôn để tự mình trị vì lấy, nhưng vẫn được coi là đồng hoàng đế với em trai của mình, trong khi Eudokia thâu tóm quyền hành của đế quốc vào tay mình.
Rủi thay bà đã thề với người chồng quá cố của mình trước lúc lâm chung không bao giờ tái hôn, và có lúc từng tống giam và lưu đày Romanos Diogenes, bị tình nghi có mưu đồ chiếm đoạt ngôi vị đồng hoàng đế từ các con của thái hậu. Nhận thấy rằng bà khó lòng ngăn nổi cuộc xâm lược đang đe dọa đến vùng biên giới phía đông của đế quốc mà không có ai giúp đỡ, Chính vì vậy, bà đã rút lại lời thề và thành hôn với Romanos, mà không cần sự chấp thuận của Ioannes Doukas, thượng phụ Ioannes Xiphilinos hay Mikhael VII. Bà liền đến gặp Thượng phụ Ioannes Xiphilinos và thuyết phục ông đến mức trao cả lời thề viết tay mà bà đã ký kết có hiệu lực, và bắt ông phải tuyên bố là mình ủng hộ cuộc hôn nhân thứ hai vì lợi ích của quốc gia. Viện Nguyên lão sau cùng đành phải tán thành chuyện này.
Hôn lễ diễn ra vào ngày 1 tháng 1 năm 1068, và Romanos lập tức được quần thần tôn lên ngôi đồng hoàng đế hiệu là Romanos IV. Nhờ sự trợ giúp của ông mà Eudokia mới có thể xua tan những hiểm họa sắp xảy ra. Bà còn có hai đứa con trai với Romanos IV, Nikephoros và Leon. Đứa con riêng của Eudokia với Konstantios, Andronikos Doukas, giờ đây được Romanos IV lập làm đồng hoàng đế, dù quyền hành của ông đã bị cha, mẹ, và các anh em tước đoạt. Thế nhưng, Eudokia chẳng tận hưởng niềm hạnh phúc lâu dài với người chồng mới do bản tính hiếu chiến và bướng bỉnh của ông ngày càng lấn lướt quyền của bà.
Mãi tới lúc ông bị người Thổ Seljuk bắt làm tù binh tại Manzikert năm 1071, Eudokia và Mikhael mới nắm lại chính quyền về trong tay, cho đến khi họ phát hiện ra rằng Romanos vẫn còn sống và đang trên đường trở về kinh thành Constantinopolis. Ioannes Doukas và đội Cấm quân Varangia bèn gây sức ép buộc Eudokia phải trao quyền lại cho Mikhael và lui về một nhà tu kín sống nốt quãng đời còn lại. Sau khi Mikhael VII bị Nikephoros III truất ngôi vào năm 1078, Eudokia lại được vị hoàng đế mới gọi về và đề nghị kết hôn với bà. Kế hoạch này đã không xảy ra, do sự phản đối của Caesar Ioannes Doukas, và thế là Eudokia sống âm thầm trong thân phận nữ tu cho tới lúc qua đời trước ngày Alexios I Komnenos lên ngôi năm 1081.
Nhà sử học Nicephoros Gregoras, một thế kỷ sau đó, đã mô tả Eudokia như là "Hypatia thứ hai".

## Tác phẩm
Eudokia có để lại một tác phẩm là cuốn từ điển về lịch sử và thần thoại, được gọi là Ἰωνιά (nghĩa là Bộ sưu tầm hay Chùm Hoa Tím). Nó được mở đầu bằng một địa chỉ gửi cho người chồng Romanos Diogenes, và tác phẩm này được mô tả là "sự góp nhặt phả hệ các vị thần, anh hùng và nữ anh hùng, các hóa thân của họ, cùng những truyện ngụ ngôn và những câu chuyện kể về họ được tìm thấy từ thời xa xưa; cũng còn chứa đựng những biểu hiện của các triết gia khác." Tuy vậy, quyển sách này hiện nay được cho là biên soạn vào thời sau (thế kỷ 16), giả danh Eudoxia và được kẻ làm giả Constantine Paleocappa biên soạn khoảng năm 1540. Nguồn sử liệu mà tác phẩm lấy đó để soạn thành gồm có Diogenes Laërtius và Suda.

## Gia quyến

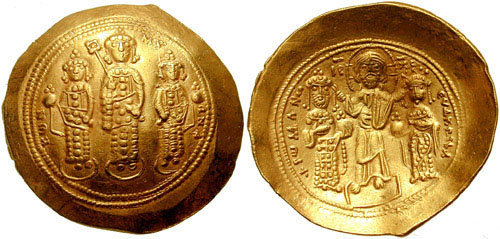
Đồng xu vàng histamenon của Romanos IV: đứng bên cạnh Mikhael VII Doukas là mấy người em Andronikos và Konstantios ở mặt phải, Eudokia và Romanos IV được Chúa Kitô đội vương miện ở mặt trái

Eudokia qua lần hôn nhân đầu tiên với Konstantinos X Doukas có mấy người con:
- Mikhael VII Doukas
- Andronikos Doukas, đồng hoàng đế từ năm 1068 đến 1078
- Konstantios Doukas, đồng hoàng đế từ khoảng năm 1060 đến 1078, mất năm 1081
- Anna Doukaina, nữ tu
- Theodora Doukaina, sau kết hôn với Domenico Selvo, Tổng trấn Venezia
- Zoe Doukaina, sau kết hôn với Adrianos Komnenos, em của hoàng đế Alexios I Komnenos.

Eudokia qua lần tái giá với Romanos IV Diogenes có mấy người con:
- Nikephoros Diogenes
- Leon Diogenes

Mikhael Psellos có mối quan hệ mật thiết với gia tộc này, và Eudokia coi ông như một "người chú". Theo Psellos cho biết thì bà rất là cao quý, xinh đẹp và thông minh.